# Anastasia Pavlyuchenkova
Anastasia Sergeyevna "Nastia" Pavlyuchenkova (nascida em 3 de julho de 1991) é uma tenista profissional russa. Um prodígio como júnior, Pavlyuchenkova ganhou três títulos de Grand Slam e se tornou a número 1 júnior do mundo, em janeiro de 2006, aos 14 anos. Ela continuou seu sucesso depois de se tornar profissional, alcançando o ranking de simples mais alto de sua carreira, no 11º lugar do mundo, em 8 de novembro de 2021.
Por mais de uma década, Pavlyuchenkova foi continuamente classificada entre as 50 primeiras a partir de 3 de novembro de 2008, quando entrou no ranking das 50 primeiras pela primeira vez em sua carreira, até 5 de junho de 2022. Entre o Aberto da França de 2008 e o Australian Open de 2020, ela participou de 48 torneios consecutivos de Grand Slam, quesito que está empatada com Ana Ivanovic pela nona sequência mais longa de participações consecutivas em Grand Slam na história.
Pavlyuchenkova ganhou 12 títulos de simples no WTA Tour e dezessete títulos de simples no Circuito Feminino da ITF. Seus maiores títulos de simples até o momento vieram em dois torneios de nível Premier, o Open GDF Suez e a Kremlin Cup, ambos em 2014. Ela alcançou sua primeira final de Grand Slam no Aberto da França de 2021, tendo anteriormente alcançado seis outras quartas de final do Grand Slam: no Aberto da França de 2011, no US Open de 2011, no Torneio de Wimbledon de 2016 e no Australian Open de 2017, 2019 e 2020.
Pavlyuchenkova também teve sucesso em duplas, tendo conquistado seis títulos de duplas no WTA Tour e quatorze títulos de duplas no Circuito ITF. Ela alcançou a posição mais alta de sua carreira nas duplas, de nº 21, em 16 de setembro de 2013. Ela alcançou um total de seis quartas de final na disciplina em todos os quatro Grand Slams (no Australian Open de 2013, no Aberto da França de 2013 e 2021, Wimbledon de 2014 e do US Open de 2015 e 2018), além de ganhar dois títulos WTA 1000 no Aberto de Madri de 2013 com Lucie Šafářová e no Aberto da Itália de 2022 com Veronika Kudermetova. Ela ganhou a medalha de ouro nos Jogos Olímpicos de Verão de 2020 no torneio de duplas mistas com Andrey Rublev.
Nas competições por equipes, Pavlyuchenkova também fez parte da equipe vencedora da Copa Billie Jean King de 2020-21. Ao lado de Ekaterina Alexandrova, Daria Kasatkina, Veronika Kudermetova e Liudmila Samsonova, elas ajudaram a garantir o primeiro título da Copa Billie Jean King da Rússia desde 2008.

## Vida pregressa
Pavlyuchenkova nasceu em Samara, na então União Soviética, filha de Sergey e Marina, em 3 de julho de 1991, como um dos dois filhos. Seu pai era remador e sua mãe nadadora. Seu irmão Alexander também jogou tênis profissional por um tempo. Sua avó jogava basquete profissional e seu avô era um árbitro de elite desse esporte na URSS.
Pavlyuchenkova começou a jogar tênis aos seis anos, com a ajuda dos pais. Seu irmão, Alexander, sempre viaja com ela e dava dicas para o seu jogo. Ela também treinou na Academia Mouratoglou durante o início de sua carreira.

## Carreira

### 2006–2008: Sucesso júnior, profissionalização e estreia no top 50
Pavlyuchenkova ganhou as manchetes pela primeira vez em 2006 ao vencer o título júnior do Australian Open, derrotando Caroline Wozniacki na final. Ela alcançou outra final júnior do Grand Slam no Aberto da França, onde perdeu para Agnieszka Radwańska. Ela então ganhou o título júnior do US Open ao derrotar Tamira Paszek na final. Sua carreira de sucesso como júnior também a viu alcançar o primeiro lugar no ranking mundial em 30 de janeiro de 2006. Ela acumulou um recorde geral de vitórias/derrotas de 131–23 em simples e de 87–22 em duplas, respectivamente. Seu sucesso nos juniores permitiu-lhe participar de torneios da ITF e da WTA, vencendo um evento ITF na Itália em maio de 2006. Cinco meses depois, Pavlyuchenkova recebeu um "wild card" para sua primeira participação na chave principal do WTA Tour na Kremlin Cup. Ela perdeu na primeira rodada para a tcheca Nicole Vaidišová (então com 17 anos), em dois sets.
Pavlyuchenkova também jogou pelo "Sacramento Capitals" da World TeamTennis [en] league no verão de 2006.
Em 2007, Pavlyuchenkova por pouco não passou pela qualificatória para a chave principal do Australian Open. Ela perdeu na ultima rodada da qualificatória para Julia Vakulenko [en] em um jogo de três sets. No entanto, ela teve acesso à chave principal como "lucky loser" e defendeu com sucesso seu título júnior ao derrotar Madison Brengle na final. Naquele mesmo ano, ela recebeu um "wild card" em Wimbledon, sua primeira participação naquele Grand Slam, mas foi derrotada pela décima "cabeça de chave"" Daniela Hantuchová na primeira rodada em apenas quarenta minutos.
No ano seguinte, ela entrou em Wimbledon como a jogadora mais jovem na chave feminina. Ela venceu sua partida da primeira rodada contra a 17ª cabeça de chave Alizé Cornet e derrotou Li Na antes de cair para a 11ª cabeça de chave Radwańska em sets diretos. No US Open, primeiro Grand Slam em que conseguiu entrada direta, ela venceu a americana Vania King na primeira rodada em três sets, mas foi derrotada na segunda por Patty Schnyder em sets diretos. Ao longo de 2008, Pavlyuchenkova conquistou quatro títulos de simples pela ITF, dois deles no final da temporada em Poitiers e Bratislava. Ela terminou o ano entre as 50 primeiras pela primeira vez em sua carreira, na 45ª posição do mundo.

### 2022: Longa ausência por lesão, segundo título de duplas WTA 1000, final de temporada precoce
Pavlyuchenkova começou a temporada no Australian Open, tendo perdido os torneios de aquecimento após contratar o COVID-19 na chegada. Ela derrotou Anna Bondár e Samantha Stosur para chegar à terceira rodada, derrotando Stosur em sua última partida de simples na carreira. No entanto, ela foi derrotada na rodada seguinte por Sorana Cîrstea em jogo de três sets.
Ela estava programada para competir no St. Petersburg Ladies' Trophy, mas desistiu devido a uma lesão no joelho. Pavlyuchenkova anunciou mais tarde que ficaria fora de ação por dez semanas devido à essa lesão no joelho, e estaria de volta no final de abril, a tempo para a temporada em quadra de saibro.
No Aberto da Itália, ao lado de Veronika Kudermetova, ela conquistou seu segundo título de duplas WTA 1000, depois do de Madri em 2013, derrotando as campeãs de Madri Gabriela Dabrowski e Giuliana Olmos.
Posteriormente, Pavlyuchenkova encerrou sua temporada, após se retirar do Aberto da França para continuar cuidando da lesão no joelho. Tendo defendido seu vice-campeonato há 12 meses, sua classificação caiu quase quatro vezes, do 21º lugar para o 83º lugar do mundo após a conclusão do torneio - tornando-se a primeira vez que ela estava classificada fora do top 50, desde que ela estreou nessa posição há mais de 13 anos, em 3 de novembro de 2008.

### 2023: Retorno, quartas de final do Aberto da França
Em simples, Pavlyuchenkova entrou no Australian Open com o "ranking protegido". Em duplas, ela fez parceria com a campeã de Wimbledon, Elena Rybakina, e chegou à terceira rodada derrotando a dupla quinta cabeça de chave da ucraniana Lyudmyla Kichenok / e da letã Jeļena Ostapenko no caminho.
Usando também o "ranking protegido no Aberto da Itália, Pavlyuchenkova venceu sua partida de primeira rodada contra a "wild card" Sara Errani, mas perdeu para a primeira cabeça de chave Iga Świątek na segunda com uma "bicicleta" em pouco mais de uma hora de partida.
Rankeada em 333º lugar, Pavlyuchenkova alcançou a quarta rodada do Aberto da França, derrotando a compatriota 24ª cabeça de chave Anastasia Potapova e se tornando a segunda jogadora com classificação mais baixa a chegar às oitavas de final neste Major da "Era Aberta", atrás de Serena Williams, que estava rankeada 451º lugar quando ela chegou nesse estágio em 2018. Em seguida, ela derrotou a 28ª cabeça de chave Elise Mertens para chegar à sua oitava quartas de final de Majors e à terceira no Aberto da França. Ela se tornou apenas a terceira jogadora fora do top 250 da WTA a chegar às quartas de final de Majors, depois de Martina Hingis no Australian Open de 2006 e Kaia Kanepi no US Open de 2017.

### 2024
O primeiro compromisso de Pavlyuchenkova do ano foi o ASB Classic, onde perdeu na primeira rodada para Amanda Anisimova em sets diretos. Devido ao seu longo afastamento e consequente queda no ranking, ela precisou participar da qualificatória para o Brisbane International. Passou pela qualificatória derrotando Alexandra Osborne [en] na primeira rodada e Ana Bogdan na segunda, ambos os jogos em sets diretos. Na chave principal, ela venceu a 5ª "cabeça de chave", Beatriz Haddad Maia na primeira rodada em sets diretos, a vinda da qualificatória Kateřina Siniaková na segunda de virada em jogo de três sets e perdeu para a segunda "cabeça de chave", Jessica Pegula, nas quartas de final também em jogo de três sets. Depois disso, partiu direto para o Australian Open onde venceu a 21ª "cabeça de chave" Donna Vekic na primeira rodada em sets diretos e perdeu para Paula Badosa na segunda também em sets diretos.
Prosseguindo sua campanha em quadras duras, agora na Europa, Pavlyuchenkova participou do Upper Austria Ladies Linz, onde venceu Martina Trevisan na primeira rodada, Katie Boulter na segunda e Elise Mertens nas quartas de final, todos esses jogos em sets diretos. Na semifinal, perdeu para a "wild card" e "cabeça de chave" N° 1 Jeļena Ostapenko em mais um jogo de sets diretos.
Já no Oriente Médio, Pavlyuchenkova chegou às semifinais em Doha, perdendo para a cabeça de chave N° 3 Elena Rybakina em sets diretos. Em Dubai, depois de passar pela primeira rodada, ela se retirou do torneio devido a um mal estar. De volta às quadras duras dos Estados Unidos, Pavlyuchenkova chegou às quartas de final em San Diego, às oitavas de final em Indian Wells e ficou na segunda rodada em Miami.
Pavlyuchenkova deu início à temporada em quadras de saibro no promovido Open de Rouen, agora um WTA 250, no qual, como cabeça de chave N° 1, chegou até às oitavas de final perdendo para Arantxa Rus em jogo de três sets. No Aberto de Madri, ela venceu seu jogo de estreia contra Daria Saville em sets diretos, porém, na rodada seguinte, perdeu para a cabeça de chave N° 10, Daria Kasatkina, em sets diretos, porém muito equilibrados. Já no  Aberto de Roma, ela perdeu sua partida de estreia para Sara Sorribes Tormo em jogo de três sets. Já no Aberto da França, como cabeça de chave N° 20, venceu a "lucky loser" da qualificatória, Panna Udvardy [en], na primeira rodada em sets diretos, mas perdeu na segunda para Ana Bogdan, também em sets diretos.
A temporada em quadras de grama foi curta para Pavlyuchenkova. Ela participou do Eastbourne International no qual foi eliminada por Magda Linette na primeira rodada em jogo de três sets. Logo em seguida, em Wimbledon, passou pela primeira rodada mas foi eliminada na segunda por Zhu Lin, novamente em jogo de três sets.
De volta às quadras duras na América do norte, Pavlyuchenkova participou do Washington DC Open, no qual como cabeça de chave N° 7, ficou de "bye" na primeira rodada, venceu seu jogo de estreia contra Ashlyn Krueger, mas perdeu em seguida para Amanda Anisimova ambos os jogos em três sets. Depois disso, no Aberto do Canadá, perdeu para a cabeça de chave N° 12, Victoria Azarenka, na primeira rodada em sets diretos. Em seguida, participou do Cincinnati Open, no qual, passou por Anhelina Kalinina, Caroline Wozniacki e Zheng Qinwen para chegar às quartas de final, onde perdeu para Paula Badosa em sets diretos.

## Patrocínios
Desde 2021, o patrocinador de vestuário de Pavlyuchenkova era a Lacoste, e seu patrocinador de raquetes era Wilson. Ela endossou a linha de raquetes Wilson Burn.

## Política
Em Fevereiro de 2022, Pavlyuchenkova condenou a invasão russa da Ucrânia, dizendo que "ambições pessoais ou motivos políticos não podem justificar a violência".
Ela não competiu no Torneio de Wimbledon de 2022 devido à decisão do All England Club de banir jogadores russos e bielorrussos, em resposta à invasão russa da Ucrânia.
Em julho de 2023, ela estava entre os jogadores russos e bielorrussos que não foram autorizados a entrar na República Tcheca antes do Aberto de Praga. Elas competiram como "neutras", sem qualquer bandeira ou símbolo nacional, mas o governo checo aprovou uma resolução proibindo todos os atletas russos e bielorrussos de entrar no país devido à guerra na Ucrânia.

## Finais da WTA

### Simples: 10 (7 títulos, 3 vices)
| Legenda                                      |
| -------------------------------------------- |
| Grand Slam (0–0)                             |
| WTA Tour (0–0)                               |
| Tier I / Premier Mandatory & Premier 5 (0–0) |
| Tier II / Premier (2–1)                      |
| Tier III, IV & V / International (5–2)       |

| Finais por piso |
| --------------- |
| Duro (6–3)      |
| Grama (0–0)     |
| Saibro (1–0)    |
| Carpete (0–0)   |

| Status | N. | Data     | Campeonato                                  | Piso     | Oponente             | Placar             |
| ------ | -- | -------- | ------------------------------------------- | -------- | -------------------- | ------------------ |
| Venceu | 1. | Mar 2010 | Monterrey Open, Monterrey, México           | Duro     | Daniela Hantuchová   | 1–6, 6–1, 6–0      |
| Venceu | 2. | Ago 2010 | İstanbul Cup, Istanbul, Turquia             | Duro     | Elena Vesnina        | 5–7, 7–5, 6–4      |
| Venceu | 3. | Mar 2011 | Monterrey Open, Monterrey, México (2)       | Duro     | Jelena Janković      | 2–6, 6–2, 6–3      |
| Perdeu | 1. | Ago 2012 | Citi Open, Washington, D.C., EUA            | Duro     | Magdaléna Rybáriková | 1–6, 1–6           |
| Perdeu | 2. | Jan 2013 | Brisbane International, Brisbane, Austrália | Duro     | Serena Williams      | 2–6, 1–6           |
| Venceu | 4. | Abr 2013 | Monterrey Open, Monterrey, México (3)       | Duro     | Angelique Kerber     | 4–6, 6–2, 6–4      |
| Venceu | 5. | Mai 2013 | Portugal Open, Oeiras, Portugal             | Saibro   | Carla Suárez Navarro | 7–5, 6–2           |
| Perdeu | 3. | Set 2013 | KDB Korea Open, Seul, Coréia do Sul         | Duro     | Agnieszka Radwańska  | 7–6(8–6), 3–6, 4–6 |
| Venceu | 6. | Fev 2014 | Open GDF Suez, Paris, França                | Duro (i) | Sara Errani          | 3–6, 6–2, 6–3      |
| Venceu | 7. | Out 2014 | Kremlin Cup, Moscou, Rússia                 | Duro (i) | Irina-Camelia Begu   | 6–4, 5–7, 6–1      |